# Unione Sportiva Lecce 1958-1959
Questa voce raccoglie le informazioni riguardanti l'Unione Sportiva Lecce nelle competizioni ufficiali della stagione 1958-1959.

## Divise
| Casa | Trasferta |

## Rosa
Fonte:
| N. |                   | Ruolo | Calciatore        |
| -- | ----------------- | ----- | ----------------- |
|    | Italia (bandiera) | P     | Learco Menta      |
|    | Italia (bandiera) | P     | Cosimo Malacari   |
|    | Italia (bandiera) | D     | Osvaldo Biancardi |
|    | Italia (bandiera) | D     | Renzo Nicorini    |
|    | Italia (bandiera) | D     | Claudio De Valle  |
|    | Italia (bandiera) | D     | Lucio Asta        |
|    | Italia (bandiera) | D     | Aldo Danieli      |
|    | Italia (bandiera) | D     | Renzo Furlan      |
|    | Italia (bandiera) | D     | Luigi Norbiato    |
|    | Italia (bandiera) | D     | Roberto Vitali    |

| N. |                   | Ruolo | Calciatore         |
| -- | ----------------- | ----- | ------------------ |
|    | Italia (bandiera) | C     | Bruno Cammi        |
|    | Italia (bandiera) | C     | Nazzareno Cordone  |
|    | Italia (bandiera) | C     | Angelo Maccagni    |
|    | Italia (bandiera) | C     | Vitaliano Temellin |
|    | Italia (bandiera) | C     | Galdino Pinaroli   |
|    | Italia (bandiera) | A     | Antonio Renna      |
|    | Italia (bandiera) | A     | Giacomo Grisa      |
|    | Italia (bandiera) | A     | Walter Mirabelli   |
|    | Italia (bandiera) | A     | Franco Viviani     |